# Hoplia argentea
Hoplia argentea — вид пластинчатоусых жуков из подсемейства хрущей.

## Описание

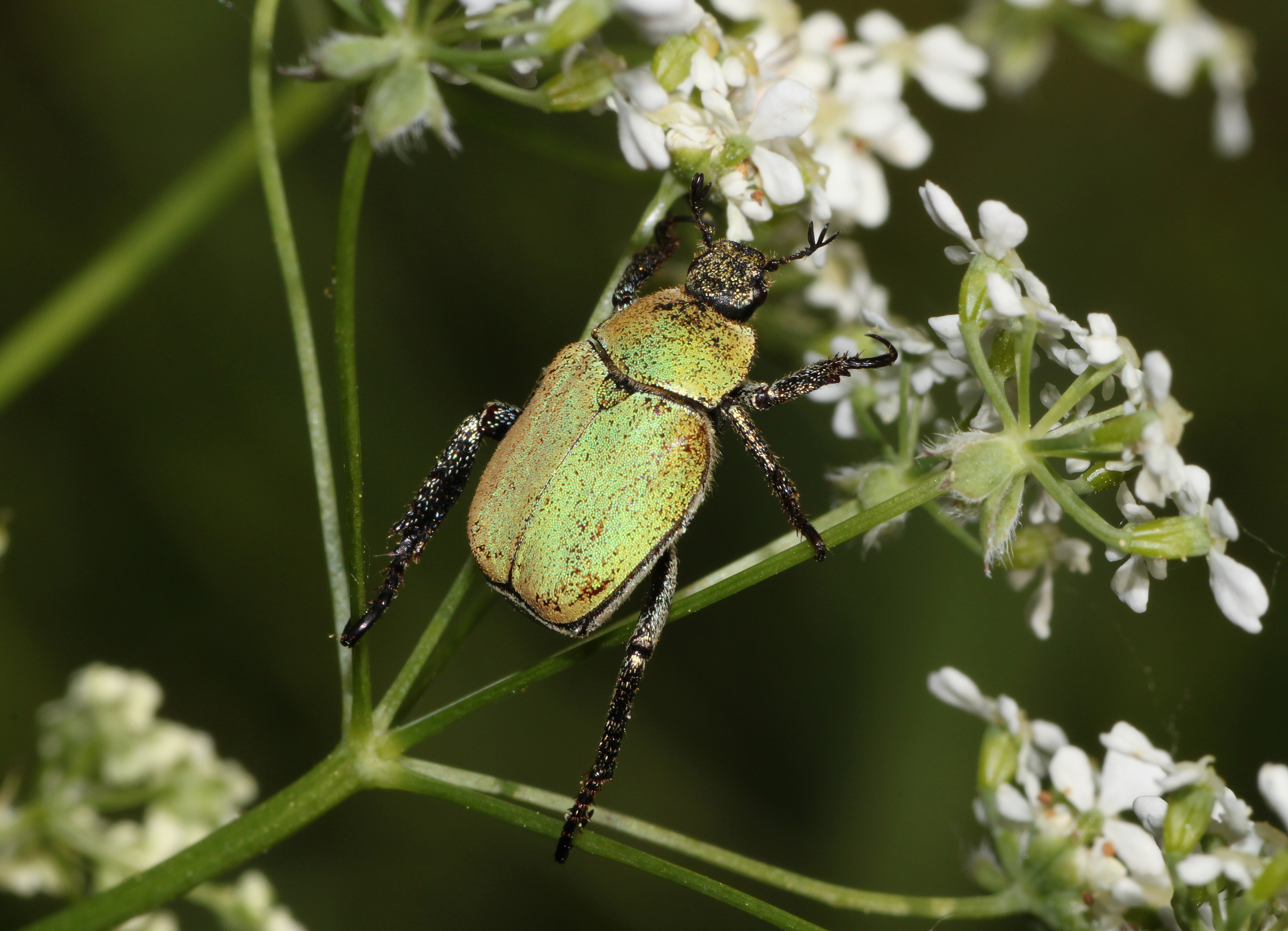

Длина тела 8—11 мм. Окраска чёрная, надкрылья бурые; усики, за исключенем чёрной булавы, красно-бурые. Основной фон верхней стороны целиком покрыт матовыми желтовато-зелёными, зелёными или голубыми чешуйками. Тело относительно короткое, широкое, сверху слабо выпуклое. Верх тела покрыт в густых, соприкасающихся матовых чешуйках и многочисленных голых точках, несущих короткие приподнятые белые волоски. Усики 9-члениковые, булава едва короче жгутика. Голова покрыта довольно редкими, круглыми и овальными чешуйками и густыми длинными жёлто-серых волосками. Переднеспинка выпуклая, несколько уже основания надкрылий, кпереди сужена, также покрыта соприкасающимися чешуйками и волосками. Её передние углы острые, боковой край округленный, задние углы прямые. Надкрылья широкие, короткие, с округленными боками и неразвитыми рёбрами. Низ тела покрыт очень густыми (особенно на брюшке) круглыми металлически блестящими золотисто-зелеными или зеленовато-голубыми чешуйками с примесью отдельных медно-красных, между которыми на груди рассеяны густые желтовато-белые волоски. Передние голени снаружи имеют 2 зубца. Задние голени у самцов утолщены.

## Ареал
Преимущественно южноевропейский вид: Испания, Франция, Швейцария, южная Германия, Австрия, Венгрия, Италия, Хорватия. Возможен в пределах Карпат и Закарпатской области Украины. 
Жуки обитают как на равнине, так и в горах, где в Альпах поднимаются до высоты 2600 м.

## Биология
Жуки встречаются с начала июня до середины августа. Активны в дневное время суток и держатся на травянистой и молодой древесной растительности. Питаются листьями. Личинки обитают в почве, питаясь мелкими корешками. Генерация однолетняя. Зимуют личинки.